# Oscar Sánchez Rivas
Oscar Enrique Sánchez Rivas (Escuintla; 15 de julio de 1955-Ciudad de Guatemala; 25 de julio de 2019) fue un futbolista guatemalteco. Jugaba como delantero y es considerado como uno de los mejores futbolistas de Guatemala.
Es el segundo máximo goleador de la Liga Nacional de Fútbol de Guatemala, con 258 goles y es el máximo goleador del  Comunicaciones FC, con 165 dianas. Fue nombrado por la IFFHS como el mejor futbolista guatemalteco del Siglo XX y fue elegido como uno de los mejores 20 futbolistas de la Concacaf de ese siglo.
Después de su retiro, se convirtió en entrenador y dirigió a los clubes de Comunicaciones y Suchitepéquez en 1994, Achuapa y Jalapa. Estos en la Máxima División y en divisiones inferiores.

## Trayectoria
Nació en la Ciudad de Escuintla, del departamento del mismo nombre, pero creció la calle sierra de la Zona 6 de la Ciudad de Guatemala y se dio a conocer en 1974 cuando jugó en la Segunda División con el Laboratorios Jiménez, un año más tarde el Ases del Minar de Tiquisate, lo fichó. Se hizo presente en las porterías rivales con la cantidad de 24 goles, esto ya jugando en la Liga Nacional.
En 1976, el CSD Comunicaciones lo fichó y formó una dupla y gran amistad con Félix McDonald. En su primera temporada con los albos, se hizo junto a Julio César Anderson, campeón goleador de la Liga Nacional, aunque su equipo quedó como subcampeón.
Ganaría su primer título, siendo el campeonato de la Liga Nacional de 1977-78, más aparte lograría ser campeón de goleo con el récord de 41 goles, algo que hasta el momento ningún otro jugador ha hecho en una temporada. Colocó seis goles cuando derrotaron a Antigua por 9-0, hecho histórico que no se repetía desde que Chali Méndez, de la Universidad de San Carlos CF, lo hizo en la Liga Nacional 1961-62 ante Retalhuleu.
Estaría con Comunicaciones hasta 1985, ya que a mediados de ese año, el Cobán Imperial lo fichó y regresó con Comunicaciones para jugar en la Copa de Campeones de la Concacaf 1986 donde aportó un gol. Anotó cinco goles en la victoria contra CSD Tipografía Nacional y en 1985 mientras jugaba para el CD Cobán Imperial.
En la temporada 1979-80 de la Liga Nacional, su equipo sería campeón y de nuevo sería el líder de goleo, obteniendo así su cuarto cetro de campeón de goleo consecutivo, empatando el récord que obtuvo Carlos El Pepino Toledo, esto lo logró de 1942 a 1947.
Sorprendentemente, en 1986, el Municipal, máximo rival del Comunicaciones, lo haría de sus servicios. En 1987, se iría al humilde Izabal Juventud Católica.
Más tarde, el Aurora lo sumó a sus filas y donde hasta 1988. Con Deportivo Escuintla permaneció un año porque volvió con Municipal en la temporada 1989-90 donde consiguió ganar el título de liga.
Para la temporada 1990-91, regresó con el  Comunicaciones. Puso fin a su carrera en la temporada 1992-93, jugando para el Deportivo Escuintla.

## Estadísticas
Hizo un total de 311 goles, colocándolo como el segundo jugador de Guatemala con más goles en todas las competencias, solo por detrás de Juan Carlos Plata.
| Competencia            | Goles |
| ---------------------- | ----- |
| Liga Nacional          | 258   |
| Copas internacionales  | 31    |
| Selección de Guatemala | 11    |
| Copa de Guatemala      | 11    |
| Total                  | 311   |

Sus 258 goles en la Liga Nacional de Guatemala, lo coloca como el segundo máximo goleador de la competencia. Anotó 165 goles con Comunicaciones, poniéndolo como el máximo goleador de la historia del club.
En una encuesta realizada por la IFFHS en 1999, fue elegido con 10 votos como el jugador #19 de toda la Concacaf (compartido con Marcelo Balboa de Estados Unidos y Bob Lenarduzzi de Canadá) del Siglo XX, y por lo tanto, fue el mejor jugador de Guatemala del siglo.

## Selección nacional
Con la selección de Guatemala el 17 de septiembre de 1976, en un partido de la eliminatoria hacia la Copa Mundial de 1978 hizo un doblete de goles en los minutos 56' y 63' en la victoria de 4-2 contra Panamá, jugado en Ciudad de Panamá.
Nueve días más tarde volvió a marcarle a Panamá, anotando en los minutos 2' y 68' en la escandalosa victoria de 7 a 0, esta vez en la Ciudad de Guatemala. El 8 de diciembre, volvió a marcar, esto en la victoria de 3 a 1 sobre la selección de El Salvador.
Volvió a disputar partidos clasificatorios, esta vez para el Mundial de España 1982, y aunque su selección no calificó, hizo un gol en la victoria de 3-0 contra Costa Rica el 26 de noviembre de 1980 en el Estadio Nacional de Costa Rica.
También participó en el Campeonato de Naciones de la Concacaf de 1989, pero no pudo anotar y su selección no participó en la Copa Mundial de Fútbol de 1990.
Participó en los Juegos Olímpicos de Montreal 1976, no pudo marcar un gol y no pasó de la fase de grupos. Cabe recalcar que en el Preolímpico de Concacaf de 1976, sí hizo goles y fueron a las selecciones de Honduras, Costa Rica y México, el tanto que le hizo a este último fue un gol olímpico, siendo el gol de la victoria de 3-2 jugado en el Estadio Mateo Flores.

### Participaciones en Juegos Olímpicos
| Torneo                   | Sede     | Resultado     |
| ------------------------ | -------- | ------------- |
| Juegos Olímpicos de 1976 | Montreal | Primera ronda |

## Clubes
| Club                 | País      | Año       |
| -------------------- | --------- | --------- |
| Laboratorios Jiménez | Guatemala | 1974-1975 |
| Ases del Minar       | Guatemala | 1975-1976 |
| Comunicaciones       | Guatemala | 1976-1985 |
| Cobán Imperial       | Guatemala | 1985      |
| Comunicaciones       | Guatemala | 1986      |
| Municipal            | Guatemala | 1986      |
| Izabal JC            | Guatemala | 1987      |
| Aurora               | Guatemala | 1987-1989 |
| Municipal            | Guatemala | 1989-1990 |
| Comunicaciones       | Guatemala | 1990-1991 |
| Tipografía Nacional  | Guatemala | 1991-1992 |
| Escuintla            | Guatemala | 1992-1993 |

## Palmarés

### Títulos nacionales
| Título                    | Equipo         | País      | Año     |
| ------------------------- | -------------- | --------- | ------- |
| Liga Nacional             | Comunicaciones | Guatemala | 1977-78 |
| Liga Nacional             | Comunicaciones | Guatemala | 1979-80 |
| Liga Nacional             | Comunicaciones | Guatemala | 1981    |
| Liga Nacional             | Comunicaciones | Guatemala | 1982    |
| Copa Nacional             | Comunicaciones | Guatemala | 1983    |
| Copa Campeón de Campeones | Comunicaciones | Guatemala | 1983    |
| Liga Nacional             | Comunicaciones | Guatemala | 1985    |
| Copa Campeón de Campeones | Comunicaciones | Guatemala | 1985    |
| Copa Nacional             | Comunicaciones | Guatemala | 1986    |
| Liga Nacional             | Municipal      | Guatemala | 1989-90 |
| Liga Nacional             | Comunicaciones | Guatemala | 1990-91 |
| Copa Nacional             | Comunicaciones | Guatemala | 1991-92 |
| Copa Campeón de Campeones | Comunicaciones | Guatemala | 1991-92 |

### Títulos internacionales
| Título                           | Equipo         | País      | Año  |
| -------------------------------- | -------------- | --------- | ---- |
| Copa de Campeones de la Concacaf | Comunicaciones | Guatemala | 1978 |
| Copa Fraternidad Centroamericana | Comunicaciones | Guatemala | 1983 |

### Distinciones individuales
| Distinción                                       | Año     |
| ------------------------------------------------ | ------- |
| Máximo goleador de la Liga Nacional de Guatemala | 1976    |
| Máximo goleador de la Liga Nacional de Guatemala | 1977-78 |
| Máximo goleador de la Liga Nacional de Guatemala | 1978    |
| Máximo goleador de la Liga Nacional de Guatemala | 1979-80 |
| Mejor jugador guatemalteco del siglo XX          | 1999    |